# Le Plessis-Lastelle
Le Plessis-Lastelle är en kommun i departementet Manche i regionen Normandie i norra Frankrike. Kommunen ligger i kantonen Périers som tillhör arrondissementet Coutances. År 2022 hade Le Plessis-Lastelle 238 invånare.

## Befolkningsutveckling
Antalet invånare i kommunen Le Plessis-Lastelle
| Referens: INSEE |